# 2021年の教育
2021年の教育（2021ねんのきょういく）では、2021年（令和3年）の教育分野に関する出来事についてまとめる。
2020年の教育-2021年の教育-2022年の教育

## できごと

### 1月
- 16日-17日 - 大学入学共通テスト第1日程[1]。
- 30日-31日 - 大学入学共通テスト第2日程。

### 11月
- 29日 - 日本大学の田中英壽理事長を医療法人前理事長らから受け取ったリベートなど5300万円を脱税した疑いで東京地方検察庁特別捜査部が逮捕[2]。

### 12月
- 1日 - 日本大学の理事会が脱税容疑で逮捕された日本大学の田中英壽理事長の辞任を了承。[3]。